# Seraincourt (Val-d'Oise)
Pour les articles homonymes, voir Seraincourt.
Seraincourt est une commune française située dans le département du Val-d'Oise en région Île-de-France. Elle est située dans le parc naturel régional du Vexin français.
Ses habitants sont appelés les Seraincourtois et les Seraincourtoises

## Géographie

### Description
Seraincourt est un bourg périurbain du Vexin français dans le Val-d'Oise, limitrophe du département des Yvelines et proche de la vallée de la Seine, situé à 16 km à l'ouest de Pontoise, 40 km au nord-ouest de Paris, 26 km au sud de Gisors et à 71 km au sud-est de Rouen. Elle est aisément accessible depuis l'ancienne route nationale 14 (France) (actuelle RD 14).

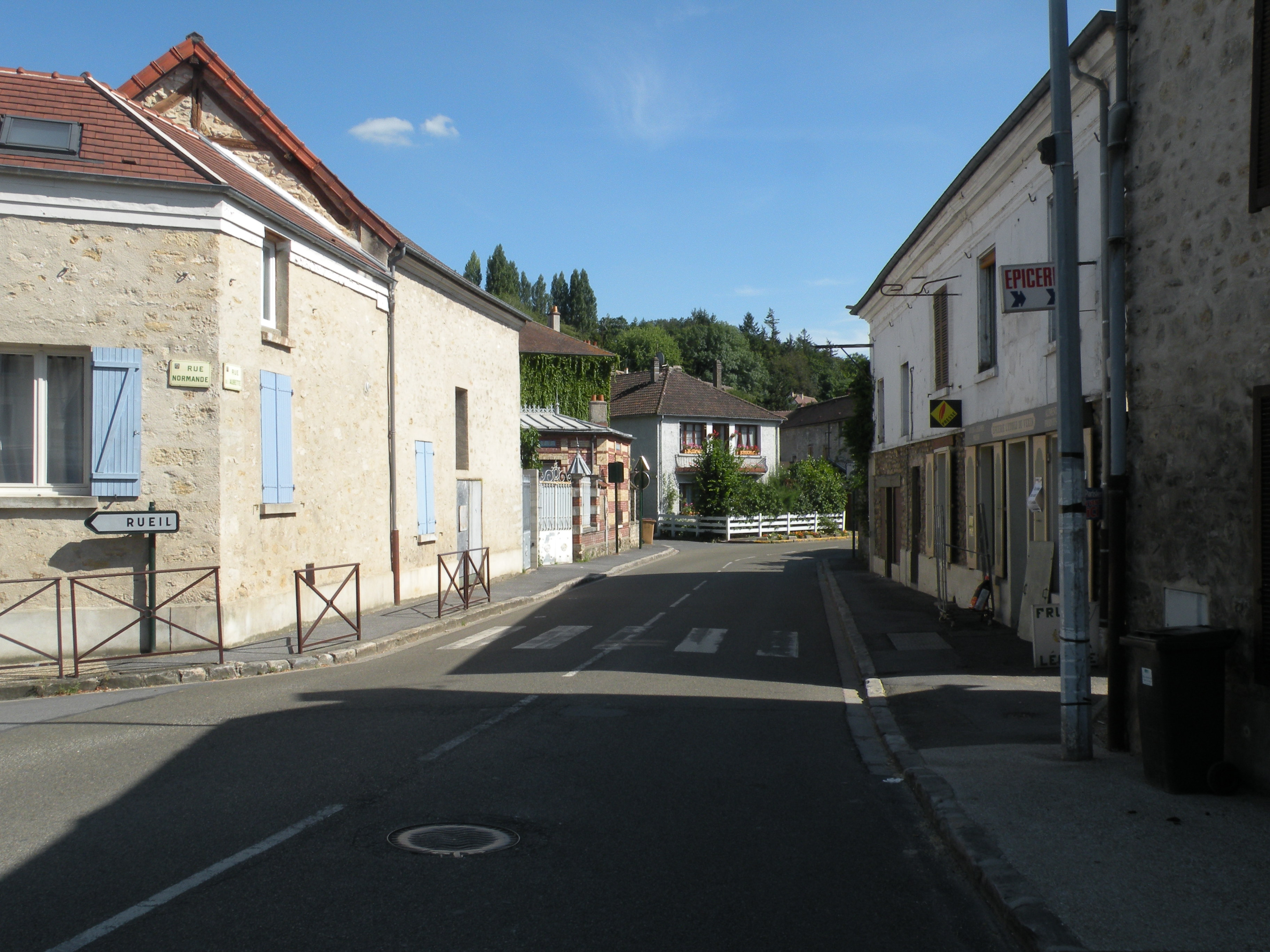
Ambiance du village.

La commune fait partie du Parc naturel régional du Vexin français et est traversée par le sentier de grande randonnée 2 (GR2).
Le territoire communal a une superficie de 1 128 hectares. L’altitude moyenne est de 75 mètres.

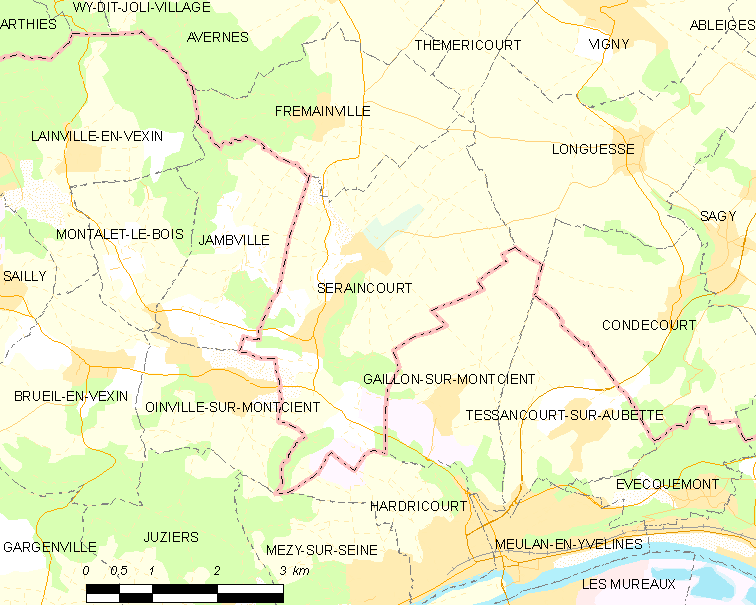
Carte de la commune.
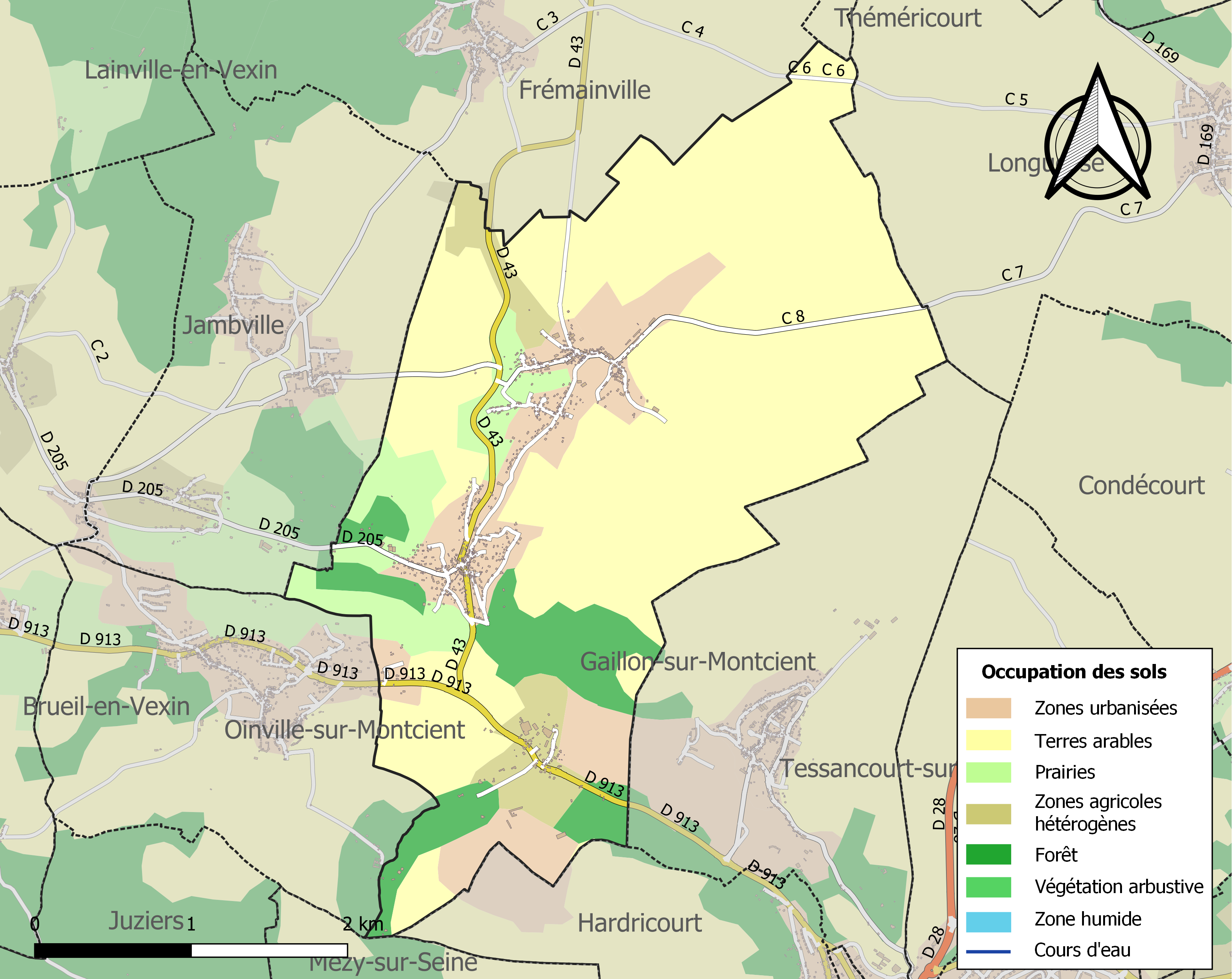
Occupation des sols

### Communes limitrophes
| Frémainville                      | Théméricourt              | Longuesse                        |
| Jambville (Yvelines)              | Seraincourt               | Gaillon-sur-Montcient (Yvelines) |
| Oinville-sur-Montcient (Yvelines) | Mézy-sur-Seine (Yvelines) | Hardricourt (Yvelines)           |

### Hydrographie
La commune est située au confluent du ru de l'Eau Brillante, le principal ruisseau de Seraincourt qui traverse la commune du nord au sud, du ru de l'Aubette, du ru de la Bernon ainsi que de la Montcient et du ruisseau de Dalibray.
En 1899, on écrivait : « Dans une position très pittoresque, à la jonction de plusieurs grandes routes et sillonnées par de nombreuses rivières, on est étonné que la commune de Seraincourt n'ait pas pris plus d'extension ».
Leurs eaux se jettent dans la Seine.

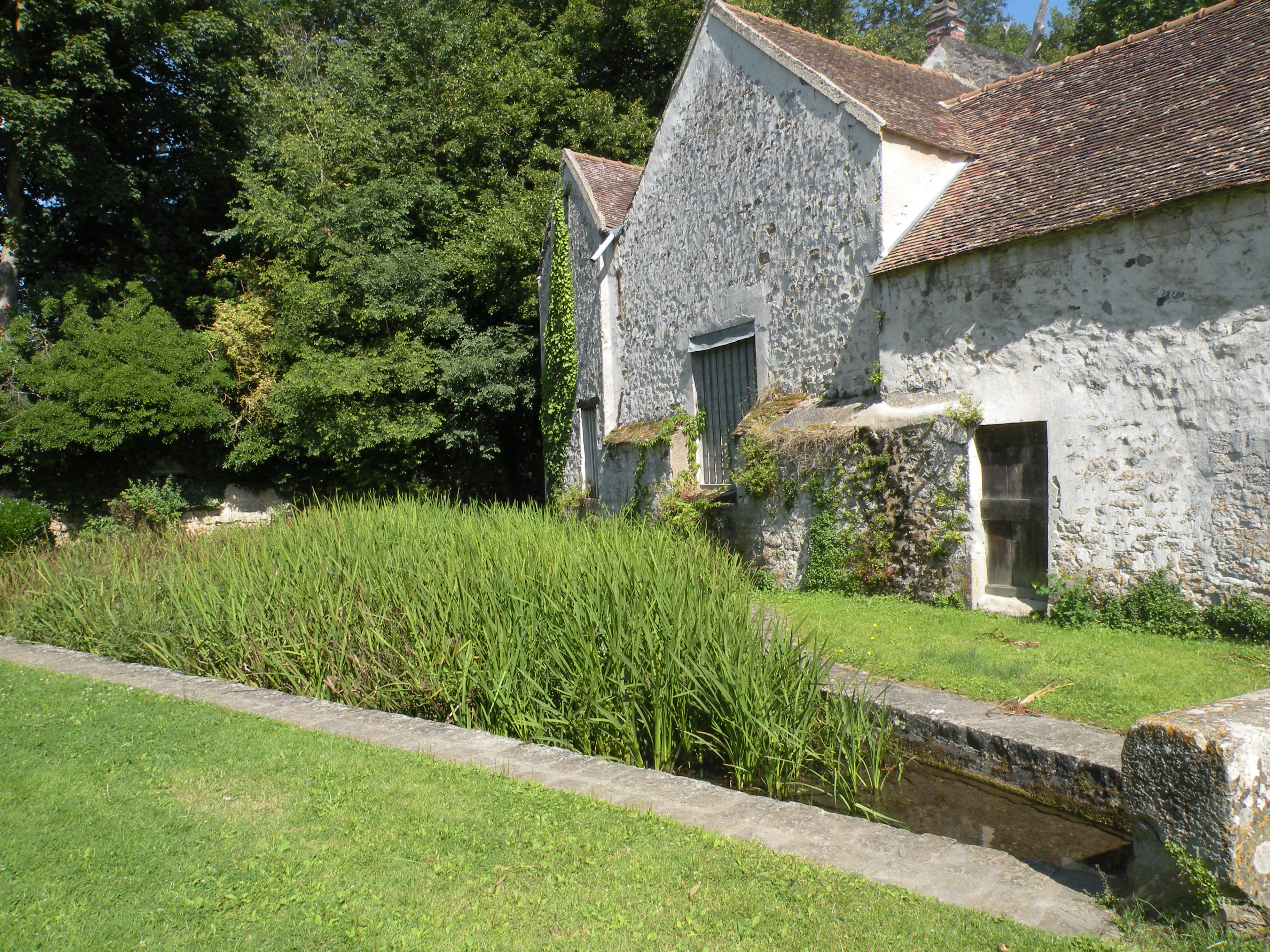
Ruisseau à Rueil
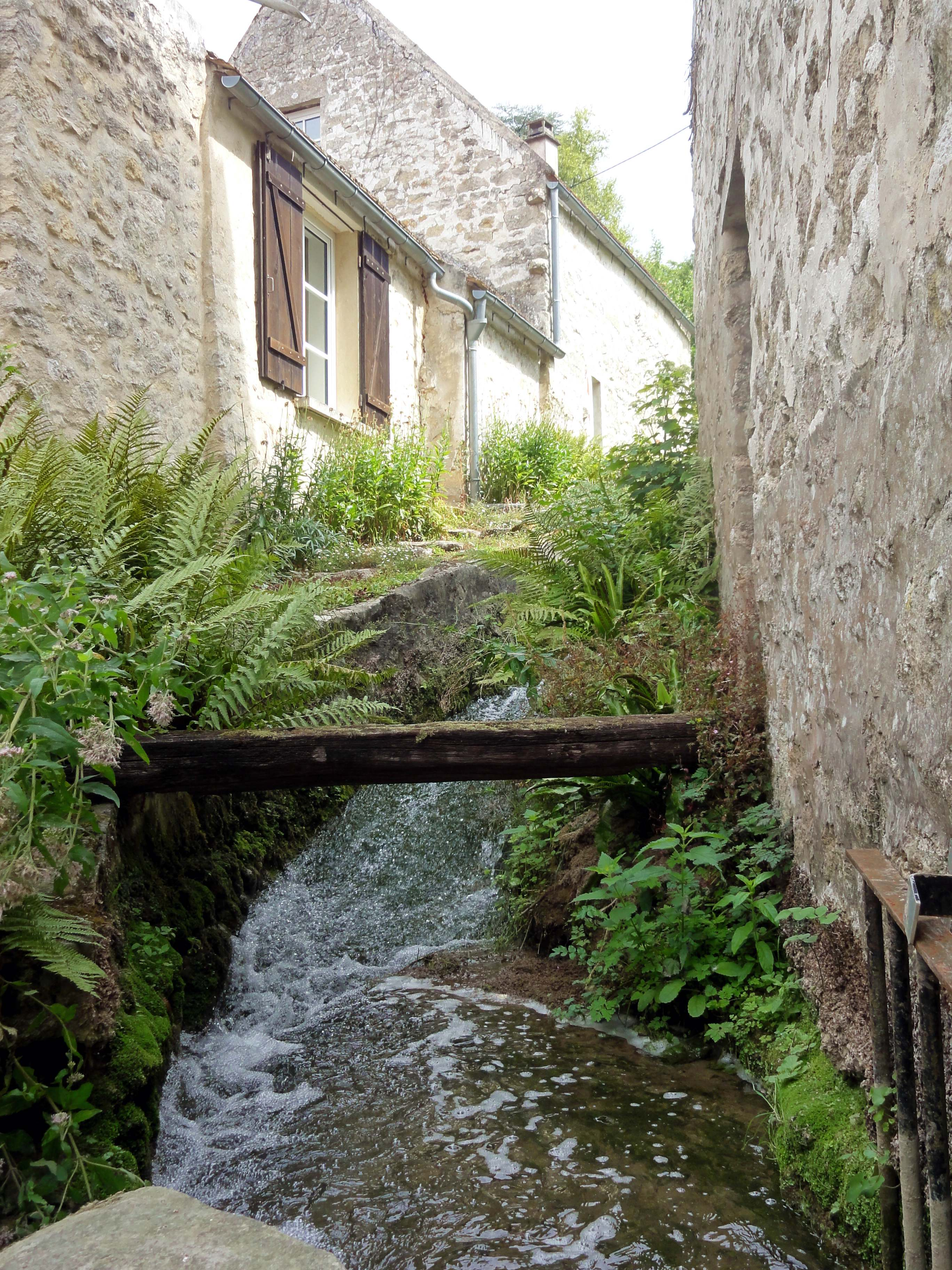
Bief du moulin, rue du Vieux-moulin

Il a existé 3 moulins à eau à Seraincourt :
- Le moulin exploité par l'ancien maire Mr Fontaine jusque dans les années 1960, situé rue du vieux moulin.
- Moulin "Nedeau" à l'angle du chemin de la roue sèche et de la rue de la Bernon.
- Moulin situé rue de la Bernon, près du croisement avec la RD43. Sa roue à aubes, visible de la rue, tournait encore il y a quelques années.

### Climat
Pour des articles plus généraux, voir Climat de l'Île-de-France et Climat du Val-d'Oise.
En 2010, le climat de la commune est de type climat océanique dégradé des plaines du Centre et du Nord, selon une étude du CNRS s'appuyant sur une série de données couvrant la période 1971-2000. En 2020, Météo-France publie une typologie des climats de la France métropolitaine dans laquelle la commune est exposée à un climat océanique et est dans la région climatique Sud-ouest du bassin Parisien, caractérisée par une faible pluviométrie, notamment au printemps (120 à 150 mm) et un hiver froid (3,5 °C).
Pour la période 1971-2000, la température annuelle moyenne est de 11 °C, avec une amplitude thermique annuelle de 14,5 °C. Le cumul annuel moyen de précipitations est de 687 mm, avec 11,1 jours de précipitations en janvier et 7,9 jours en juillet. Pour la période 1991-2020, la température moyenne annuelle observée sur la station météorologique la plus proche, située sur la commune de Maule à 13 km à vol d'oiseau, est de 11,8 °C et le cumul annuel moyen de précipitations est de 677,0 mm,. Pour l'avenir, les paramètres climatiques de la commune estimés pour 2050 selon différents scénarios d'émission de gaz à effet de serre sont consultables sur un site dédié publié par Météo-France en novembre 2022.

## Urbanisme

### Typologie
Au 1er janvier 2024, Seraincourt est catégorisée bourg rural, selon la nouvelle grille communale de densité à sept niveaux définie par l'Insee en 2022.
Elle est située hors unité urbaine. Par ailleurs la commune fait partie de l'aire d'attraction de Paris, dont elle est une commune de la couronne,. Cette aire regroupe 1 929 communes,.

### Lieux-dits, hameaux et écarts

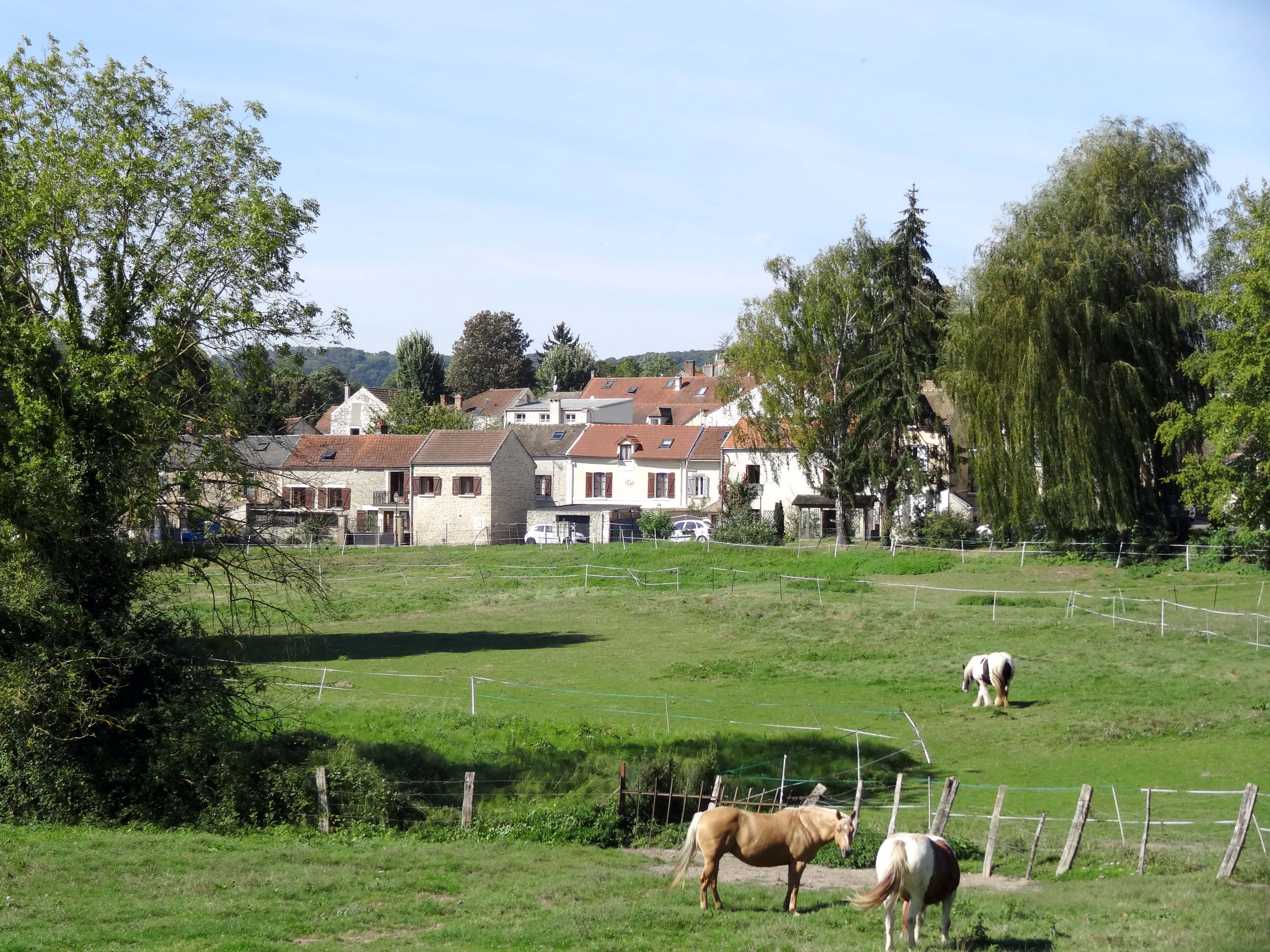
Le hameau de Rueil.

La commune de Seraincourt englobe trois hameaux : Rueil, Gaillonnet et Dalibray

## Toponymie

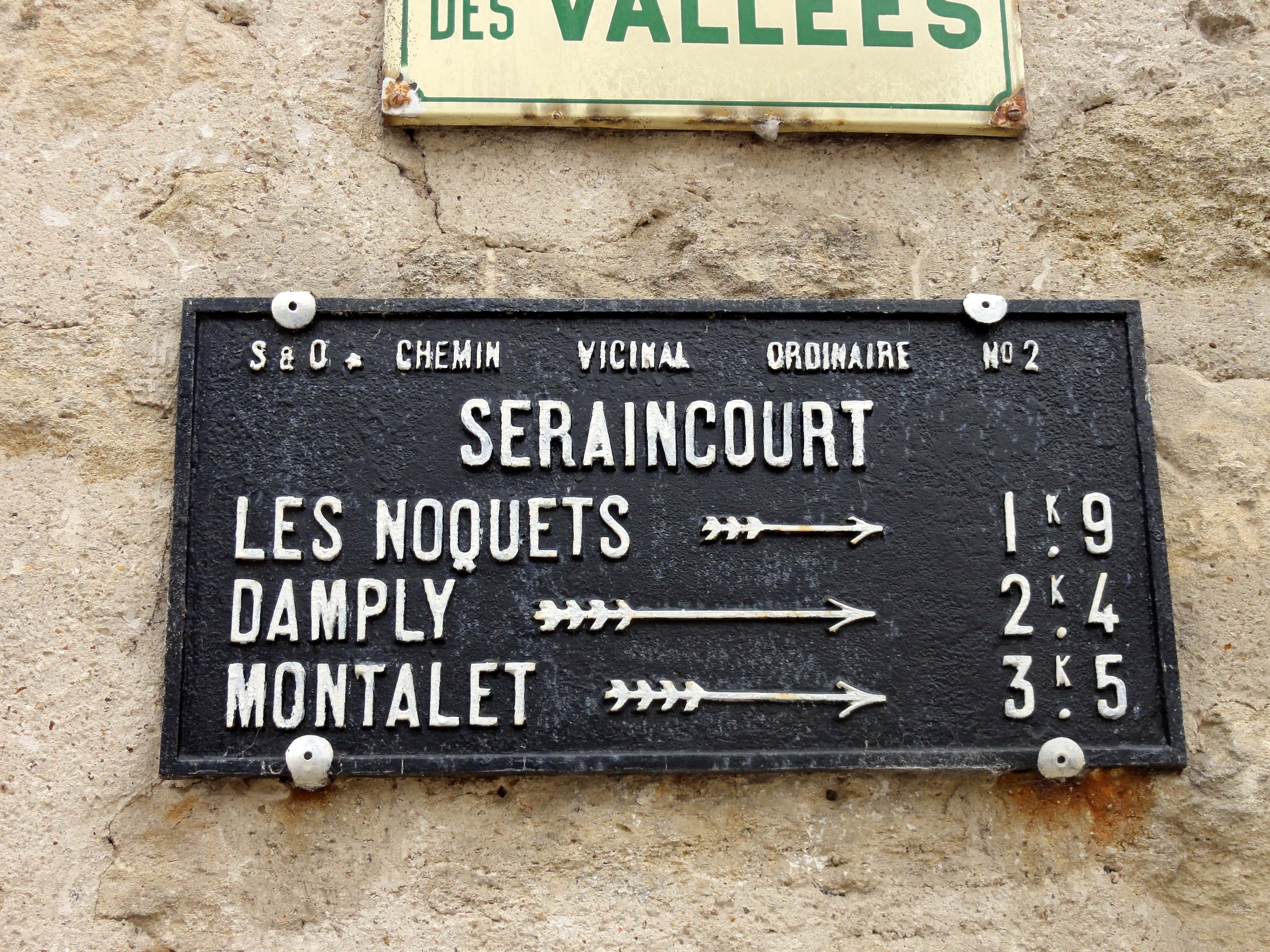
Plaque de cocher, rue des Vallées.

Le nom de la localité est attesté sous les formes Sariencuriam (1204) ; Serincurt en 1218 ; Serraricourt, Serricourt, Serraincourt ou encore Seraincourt-le-Haze.

## Histoire

### Néolithique et Antiquité
La présence de populations anciennes dans la commune est attestée par des fouilles menées à la fin du XIXe siècle. On y a découvert une sépulture du Néolithique, un cimetière franc ainsi qu'une nécropole gallo-romaine comportant plus de deux-cents squelettes enfouis.
Un menhir haut de plus de trois mètres a été découvert dans le hameau de Gaillonnet en 2016.

### Les marécages du haut Moyen Âge
Vers 1096, le Comte de Meulan donne une concession de pâturages communaux aux habitants de Gaillon et Hardricourt. La zone est alors un immense marécage qui s'étend le long de la Seine entre Hardricourt, Tessancourt, Gaillon et Meulan. Seraincourt en forme alors la bordure nord.
Dans le même temps, le prieuré de Saint-Nicaise de Meulan se voit lui aussi offrir une partie du grand marais. De la transformation de ces terrains nait le grand étang de Meulan avec le terrain pris sur la lande des Mureaux.

### Moyen Âge
- L’église Saint-Sulpice de Seraincourt, considérée comme l’une des plus anciennes du Vexin, est édifiée à partir du XIe siècle. Le portail du XIIe siècle, placé sur la façade, a été conservé lors de la reconstruction de la nef. Mélange d'arts roman et gothique, le chœur et la base du clocher furent les premiers éléments à être construits, puis la nef du XIIIe siècle (reconstruite au XIXe siècle en remployant les matériaux) et enfin la chapelle sud, de style gothique au XIVe siècle.
- Dès 1170 à 1791, l’église est placée sous l’égide des chanoines de Prémontré, eux-mêmes dépendant de l’abbaye de Saint-Josse de Dommartin (Pas-de-Calais). Il en va de même pour le prieuré Saint-Pierre situé sur le hameau de Gaillonnet.
- Le hameau ainsi que les bois et prairies de Gaillonnet sont attestées dès 1251 (écrit "Gallongnel")[15]
- Au XVe siècle, une chapelle à deux travées est construite en pierre crépie ; dotée d'une petite entrée, d'une fenêtre en arc et d'un petit clocher. Elle est consacrée à saint Jean en 1408. Elle est démolie en 1888

### XVIIe et XVIIIe siècles
Le domaine de Seraincourt appartient à Jean de Valliquerville, grâce à son union avec Isabeau de Cantiers, (hameau de Rueil) ; le premier château est entouré d’un parc paysager, décoré de pièce d’eau et de fontaines. Le domaine accueillera, notamment, les amours de Ninon de Lenclos, mais aussi les réunions de nombreux écrivains, hommes et femmes d'esprit du XVIIe et XVIIIe siècles, souvent qualifiés par leurs détracteurs de "libertins".
En 1693, le château et son domaine sont saisis par les créanciers des Valliquerville puis vendus à Louise de Félins, épouse de Caude Choppin de Seraincourt.
Le château actuel fut édifié entre 1706 et 1717, puis remanié au XIXe siècle pour les seigneurs de Seraincourt. La description faite du domaine est la suivante : Le château de Rueil comprenait cave, cuisine et office, salle à manger, grande salle de compagnie au rez-de-chaussée et corridor desservant sept chambres avec divers cabinets et la bibliothèque accueillant aussi le chartrier à l’étage. Avec cour, colombier, saussaie, canal, potager, jardin et parc alentour, plus le moulin banal et le moulin à foulons.
Le dernier héritier de la famille, Jean Choppin de Seraincourt, vécut jusqu’en 1987. Ne laissant pas de postérité, et voyant sa famille s’éteindre avec lui, il fit don des armoiries de celle-ci à la commune de Seraincourt en 1976.

### Révolution française
À l’issue de la Révolution, l’ordre des chanoines de Prémontré est dissout. Gaillonnet est rattaché à la commune de Seraincourt et le prieuré vendu comme bien national.
Un prêtre réfractaire nommé Antoine Jérôme Bourgeois fut arrêté au château de Rueil où il était hébergé par les Choppin, lequel déclara « qu’il aimerait mieux la guillotine que de prêter ou avoir prêté serment civique » ! On saisit les armes du châtelain, qui consistaient en trois fusils en mauvais état, un pistolet et deux épées.

### XIXe siècle
Après la destruction de la chapelle Saint-Jean, celle-ci est reconstruite presque à l'identique par les propriétaires du château dans l'enceinte du domaine.
Le général Friant construit un château à l’emplacement d’un ancien prieuré au hameau de Gaillonnet.

### La place de l'eau
La commune est parcourue par trois cours d’eau – le ru de l’Eau Brillante, le ru de Bernon et la Montcient, rendant l'eau omniprésente dans le village. Seraincourt a ainsi compté jusqu’à dix-sept lavoirs et sept moulins. Le "Vieux Moulin" (cité dès 1782), aurait servi soit à tanner le cuir, soit à fouler le linge, avant de devenir un moulin à blé.

### Jeux Intervillages
Les Jeux Intervillages de l'ancien Canton de Vigny sont un évènement regroupant les communes d'Ableiges, d'Avernes/Gadancourt, de Cléry en Vexin, de Commeny/Gouzangrez/Moussy, de Condécourt,, de Courcelles sur Viosne, de Frémainville, de Guiry en Vexin, du Perchay, de Longuesse, de Mongeroult, de Sagy, de Seraincourt, de Théméricourt et de Vigny créés dans les années 2000
En 2015, Seraincourt remporte les Jeux pour la première fois de son histoire, à la suite de cette victoire, elle les organisa en 2016.
En 2021, la commune remporte la coupe une deuxième fois lors de la 17e édition, dans la commune d'Avernes.
En 2022, la commune remporte les jeux pour la deuxième fois d'affilée lors de la 18e édition à Vigny, premier organisateur des Jeux Intervillages.
En 2023, Seraincourt finit huitième lors de la 19e édition à Condécourt.
En 2024, lors de la 20e édition à Ableiges, la commune finit troisième derrière Longuesse, futur organisateur de la XXIème édition et Le Perchay.
En 2025, Seraincourt termine dernier de la compétition (13ème), cette dernière a été gagnée par Guiry-en-Vexin

## Politique et administration

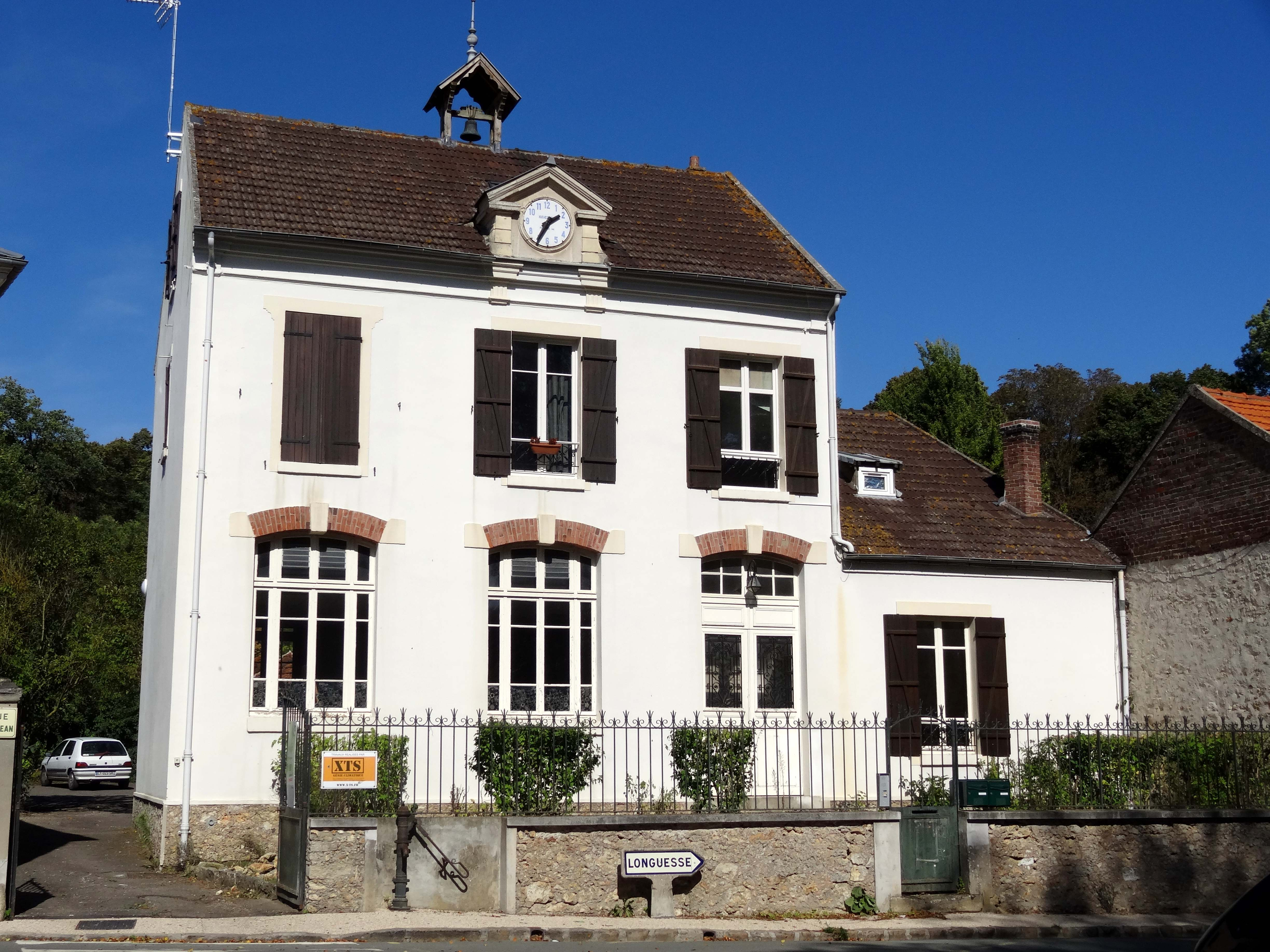
L'ancienne mairie.

### Rattachements administratifs et électoraux

#### Rattachements administratifs
Antérieurement à la loi du 10 juillet 1964, la commune faisait partie du département de Seine-et-Oise. La réorganisation de la région parisienne en 1964 fit que la commune appartient désormais au département du Val-d'Oise et à son arrondissement de Pontoise après un transfert administratif effectif au 1er janvier 1968.
Elle faisait partie de 1801 à 1967 du canton de Marines de Seine-et-Oise. Lors de la mise en place du Val-d'Oise, la ville intègre le canton de Vigny. Dans le cadre du redécoupage cantonal de 2014 en France, cette circonscription administrative territoriale a disparu, et le canton n'est plus qu'une circonscription électorale.

#### Rattachements électoraux
Pour les élections départementales, la commune est membre depuis 2014 du canton de Vauréal
Pour l'élection des députés, elle fait partie de la première circonscription du Val-d'Oise.

### Intercommunalité
La commune, initialement membre de la communauté de communes des Trois Vallées du Vexin, est membre, depuis le 1er janvier 2013, de la communauté de communes Vexin centre.
En effet, cette dernière a été constituée le 1er janvier 2013 par la fusion de la communauté de communes des Trois Vallées du Vexin (12 communes), de la communauté de communes Val de Viosne (14 communes) et de la communauté de communes du Plateau du Vexin (8 communes), conformément aux prévisions du schéma départemental de coopération intercommunale du Val-d'Oise approuvé le 11 novembre 2011.
Par ailleurs, la commune est membre des syndicats suivants :
- Syndicat intercommunal d'électricité et des réseaux de câbles du Vexin
- Syndicat intercommunal de transport d'élèves du Vexin
- Syndicat mixte de la gestion de la fourrière animale du Val d'Oise
- Syndicat mixte d'aménagement et de gestion du parc naturel Régional du Vexin français
- Syndicat mixte de ramassage et de traitement des ordures ménagères du Vexin
- Syndicat intercommunal des eaux de la Viosne, de l'Aubette et de la Montcient
- Syndicat Départemental des Énergies du Val-d'Oise

### Liste des maires
| Période       | Période                 | Identité                     | Étiquette                | Qualité                                |
| ------------- | ----------------------- | ---------------------------- | ------------------------ | -------------------------------------- |
| 1826          | 1830                    | César Choppin de Seraincourt |                          |                                        |
| 28-nov-1937   | 11 avril 1941           | Henri Blum, né Moïse Blum    | Parti Radical Socialiste | Industriel                             |
| 11 avril 1941 | suspendu le 22-oct-1943 | Emile Drouard                |                          | délégué dans les fonctions de Maire    |
| 21-nov-1943   | 18-sep-1944             | Jules Cheron                 |                          | Nommé Maire par le Préfet              |
| 18-sep-1944   | 18-fev-1945             | Emile Drouard                |                          |                                        |
| 18 Mai 1945   | Octobre 1947            | Henri Blum                   | Parti Radical Socialiste | Industriel                             |
| 1953          | 1971                    | Augustin Fontaine            |                          |                                        |
| 1971          | 1985                    | Marcel Fleuret               | Sans étiquette           |                                        |
| 1985          | 1995                    | Paul Rivière                 | Sans étiquette           | Instituteur, inspecteur de l'Éducation |
| 1995          | 2014                    | Jackie Mansart               | Divers droite            |                                        |
| 2014          | En cours                | Anne-Marie Maurice           | sans étiquette           | Réélue pour le mandat 2020-2026        |

## Équipements et services publics

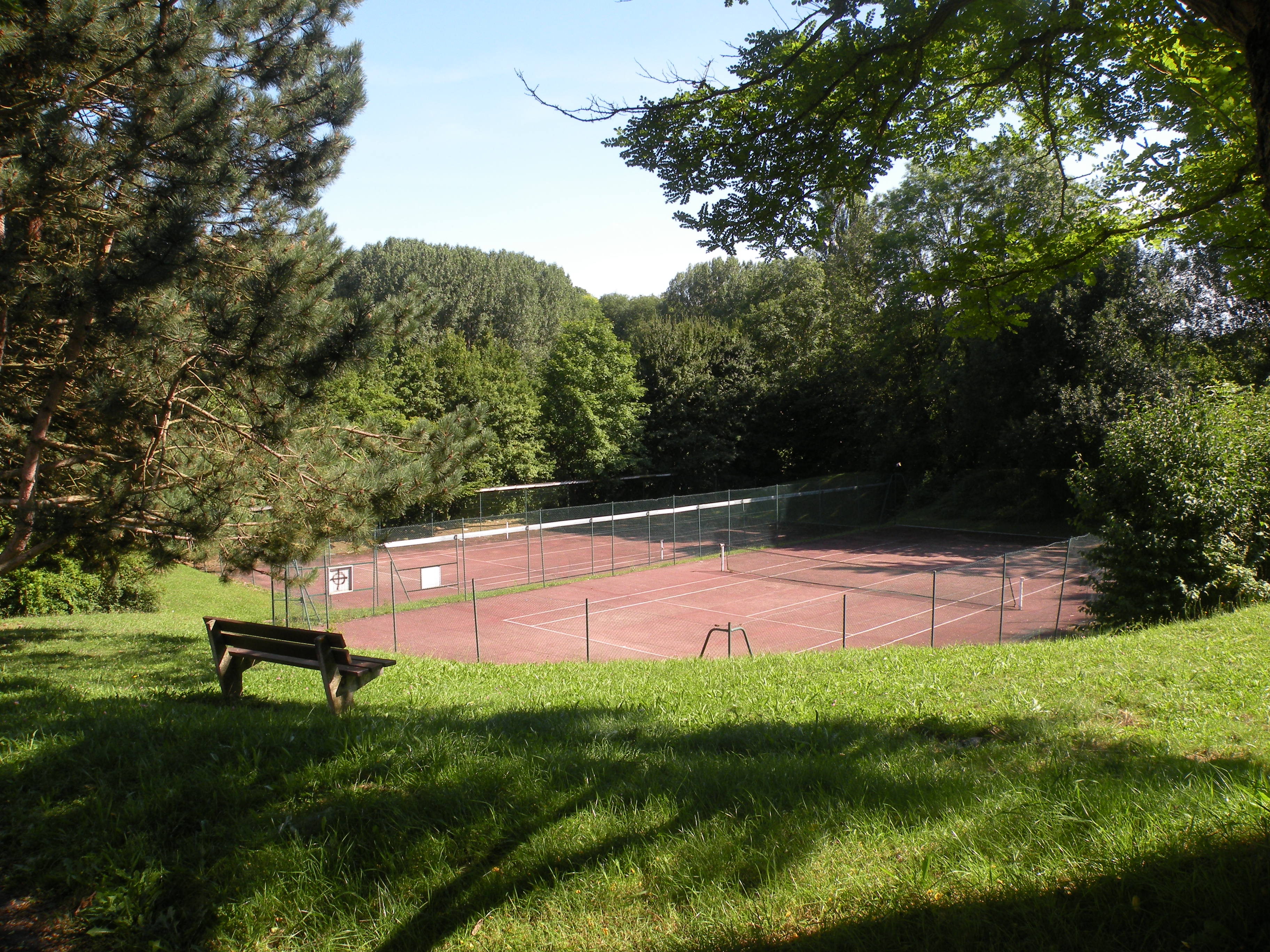
Court de tennis.

La commune dispose d'une salle de sports, dénommée Arnaud-Beltrame.
Les anciennes écoles du bourg (près de la mairie) et de Rueil sont désaffectées et ont été aménagées en logements locatifs en 2016. Les hameaux de Gaillonnet et de Dalibray n'ont jamais eu d'écoles. Seule reste l'école Aimée et Paul rivière (maire de Seraincourt de 1985 à 1995). Mme Rivière vit actuellement dans la Rue de l'Aulnaie. L'école est située rue normande près de la salle de sport.

## Démographie
L'évolution du nombre d'habitants est connue à travers les recensements de la population effectués dans la commune depuis 1793. Pour les communes de moins de 10 000 habitants, une enquête de recensement portant sur toute la population est réalisée tous les cinq ans, les populations de référence des années intermédiaires étant quant à elles estimées par interpolation ou extrapolation. Pour la commune, le premier recensement exhaustif entrant dans le cadre du nouveau dispositif a été réalisé en 2004.

En 2022, la commune comptait 1 310 habitants, en évolution de +0,46 % par rapport à 2016 (Val-d'Oise : +4 %, France hors Mayotte : +2,11 %).
| 1793 | 1800 | 1806 | 1821 | 1831 | 1836 | 1841 | 1846 | 1851 |
| ---- | ---- | ---- | ---- | ---- | ---- | ---- | ---- | ---- |
| 608  | 581  | 594  | 640  | 627  | 614  | 563  | 563  | 521  |

| 1856 | 1861 | 1866 | 1872 | 1876 | 1881 | 1886 | 1891 | 1896 |
| ---- | ---- | ---- | ---- | ---- | ---- | ---- | ---- | ---- |
| 507  | 502  | 533  | 510  | 514  | 515  | 518  | 507  | 531  |

| 1901 | 1906 | 1911 | 1921 | 1926 | 1931 | 1936 | 1946 | 1954 |
| ---- | ---- | ---- | ---- | ---- | ---- | ---- | ---- | ---- |
| 505  | 515  | 510  | 408  | 534  | 543  | 531  | 431  | 600  |

| 1962 | 1968 | 1975 | 1982  | 1990  | 1999  | 2004  | 2006  | 2009  |
| ---- | ---- | ---- | ----- | ----- | ----- | ----- | ----- | ----- |
| 615  | 763  | 879  | 1 021 | 1 131 | 1 261 | 1 365 | 1 381 | 1 344 |

| 2014  | 2019  | 2022  | - | - | - | - | - | - |
| ----- | ----- | ----- | - | - | - | - | - | - |
| 1 299 | 1 290 | 1 310 | - | - | - | - | - | - |

## Lieux et monuments

### Monument historique

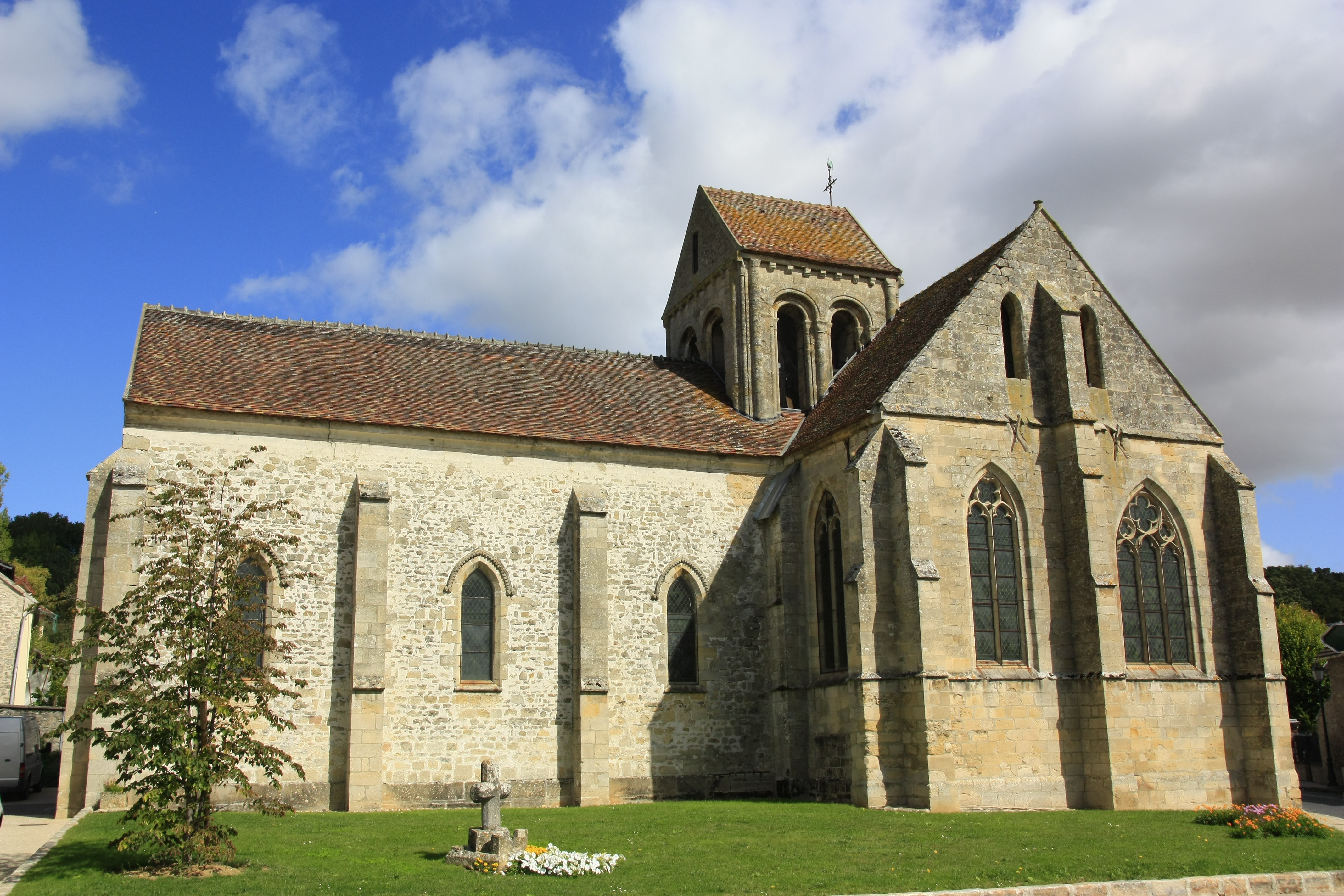
L'église Saint-Sulpice.

Seraincourt compte deux monuments historiques sur son territoire :
- Menhir de Gaillonnet, d'une hauteur de 3,16 m datant du néolithique et découvert en 2016 à l’occasion d’une opération de défrichement, classé monument historique en 2017 et situé sur une parcelle d’un terrain situé le long de la Départementale 113 au hameau Gaillonnet[30],[31].

- Église Saint-Sulpice (classée monument historique en 1930[32]) : 
Elle est d'origine incertaine, et était desservie par des chanoines Prémontrés de 1175 à 1791. D'un aspect extérieur très hétérogène, l'église réunit des parties de quatre principales époques, et sa structure ne peut se comprendre qu'en regardant l'intérieur. 
Contrairement à ce que suggère la fenêtre gothique flamboyante du chevet, qui n'est pas antérieure à la fin du XVe siècle, les parties les plus anciennes sont le chœur voûté en berceau, la base du clocher et le clocher lui-même, qui abritent des chapiteaux romans d'une facture archaïque, et devraient remonter à la période comprise entre 1110 et 1125 environ. La mouluration des arcs-doubleaux est loin d'être la règle à cette époque, ce qui confère à l'église un rôle de précurseur. Le clocher est quant à lui un prototype des clochers en bâtière à colonnettes d'angle du Vexin français. 
Sans doute après l'installation des chanoines, l'église est pourvue d'un nouveau croisillon nord et d'une chapelle latérale nord du chœur, qui sont de style gothique primitif, hormis un portail d'apparence romane. Le voûtement d'ogives est peut-être effectué après coup, au début du XIIIe siècle. C'est au premier tiers du XIVe siècle qu'une vaste chapelle de deux travées est édifiée au sud du sanctuaire. Elle affiche le style rayonnant tardif, et est d'une architecture très soignée. Quant à la nef, qui s'apparente extérieurement au croisillon et à la chapelle nord, elle date seulement de 1863, mais les blocs sculptés et les matériaux proviennent en grande partie de l'ancienne nef, ainsi que les colonnettes à chapiteaux du portail occidental, qui se situait initialement au sud[33],[34].

On peut également signaler :
- Mairie, rue des Vallées (RD 205) : Cette maison au pignon aigu recouvert de bois était le pavillon de la Bretagne[35],[36] à l'Exposition spécialisée de 1937 de Paris[34]. Démontée et reconstruite, elle a été offerte par Henri Blum[37], le maire de l'époque.
- Croix de cimetière : Il présente un décor filigrane en fer forgé.
- Lavoir couvert en atrium : Son bassin est alimenté par l'eau pluviale grâce à un système de rigoles. Le toit à quatre versants prend appui sur quatre poteaux en fonte. Des murs ferment le lavoir de trois côtés[34].
- Fontaine publique de 1874, rue de l'Aubette (RD 43), au carrefour avec la RD 205.
- Château de Rueil du XVIIIe siècle, reconstruit par la famille Choppin de Seraincourt au XIXe siècle, le bâtiment de trois étages, en brique et pierre, est coiffé d'un haut toit à la mansarde couvert d'ardoises. L'imposant portail d'entrée, surmonté de lions de pierre, la tour carrée et les dépendances sont les seules parties visibles de la route. Le château d'origine date du XVIIIe siècle. Remanié au XIXe siècle, le château s'enorgueillit d'une tour pigeonnier édifiée à l'arrière des dépendances. .

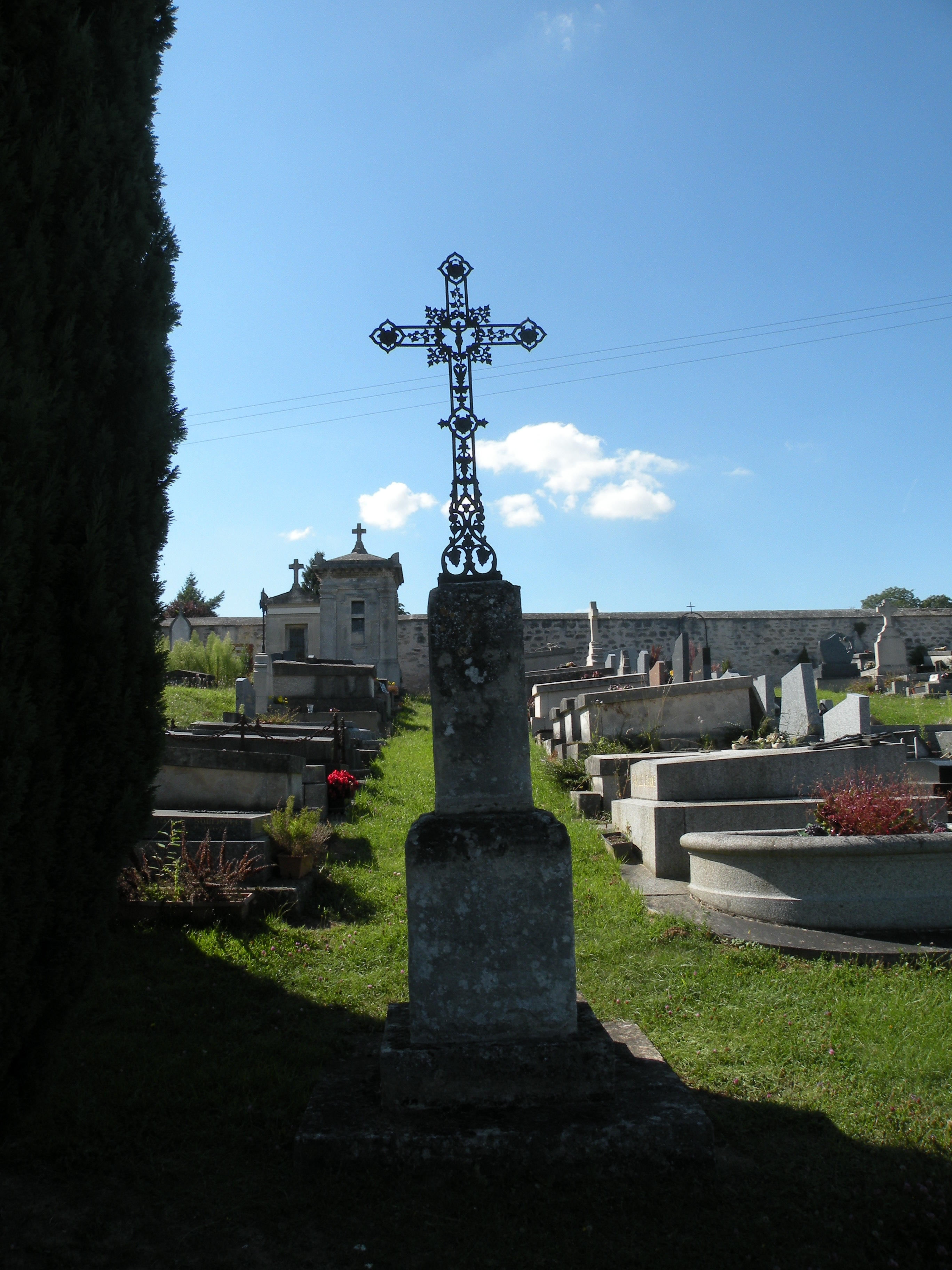
Croix de cimetière.
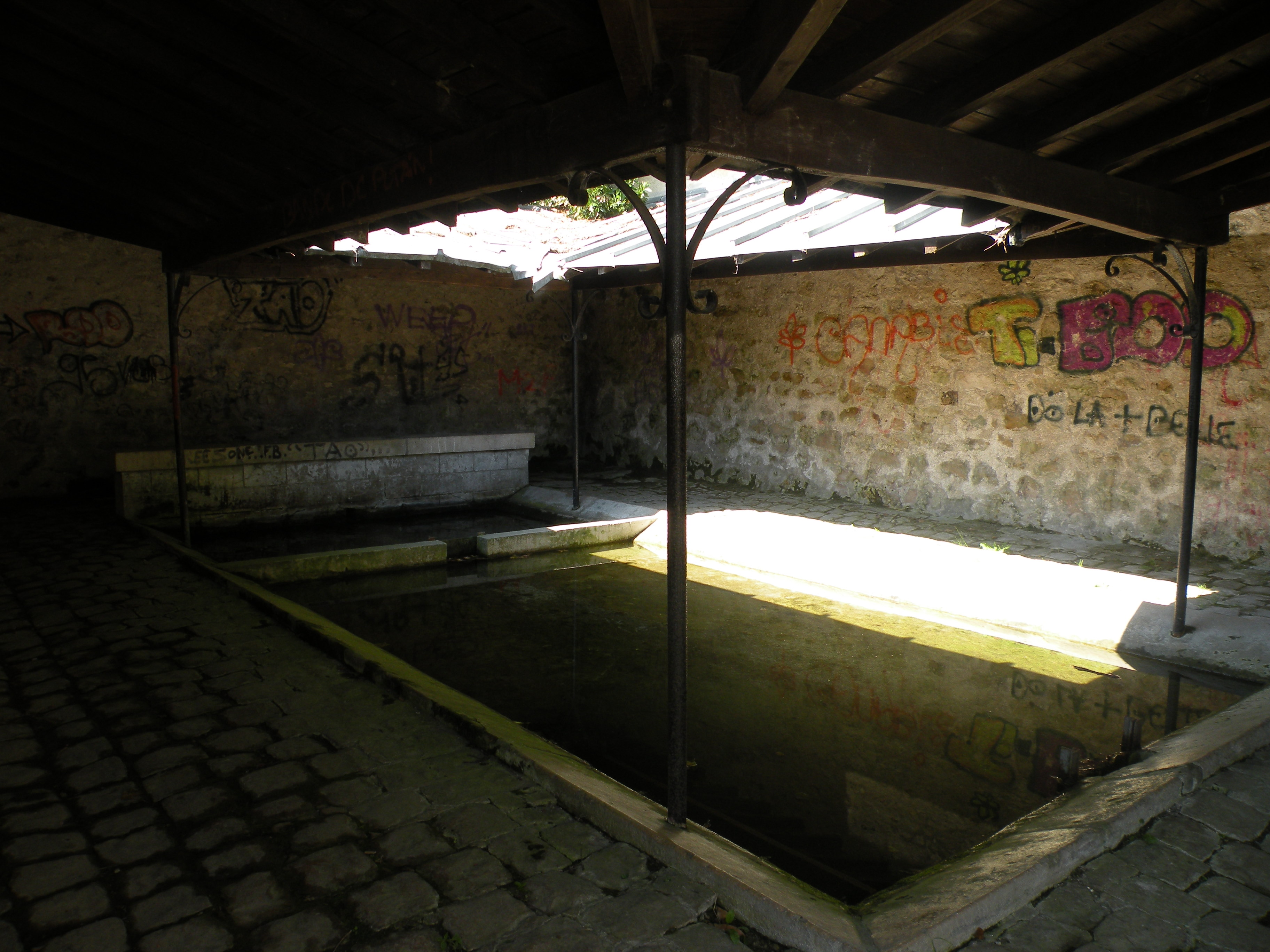
Intérieur du lavoir.
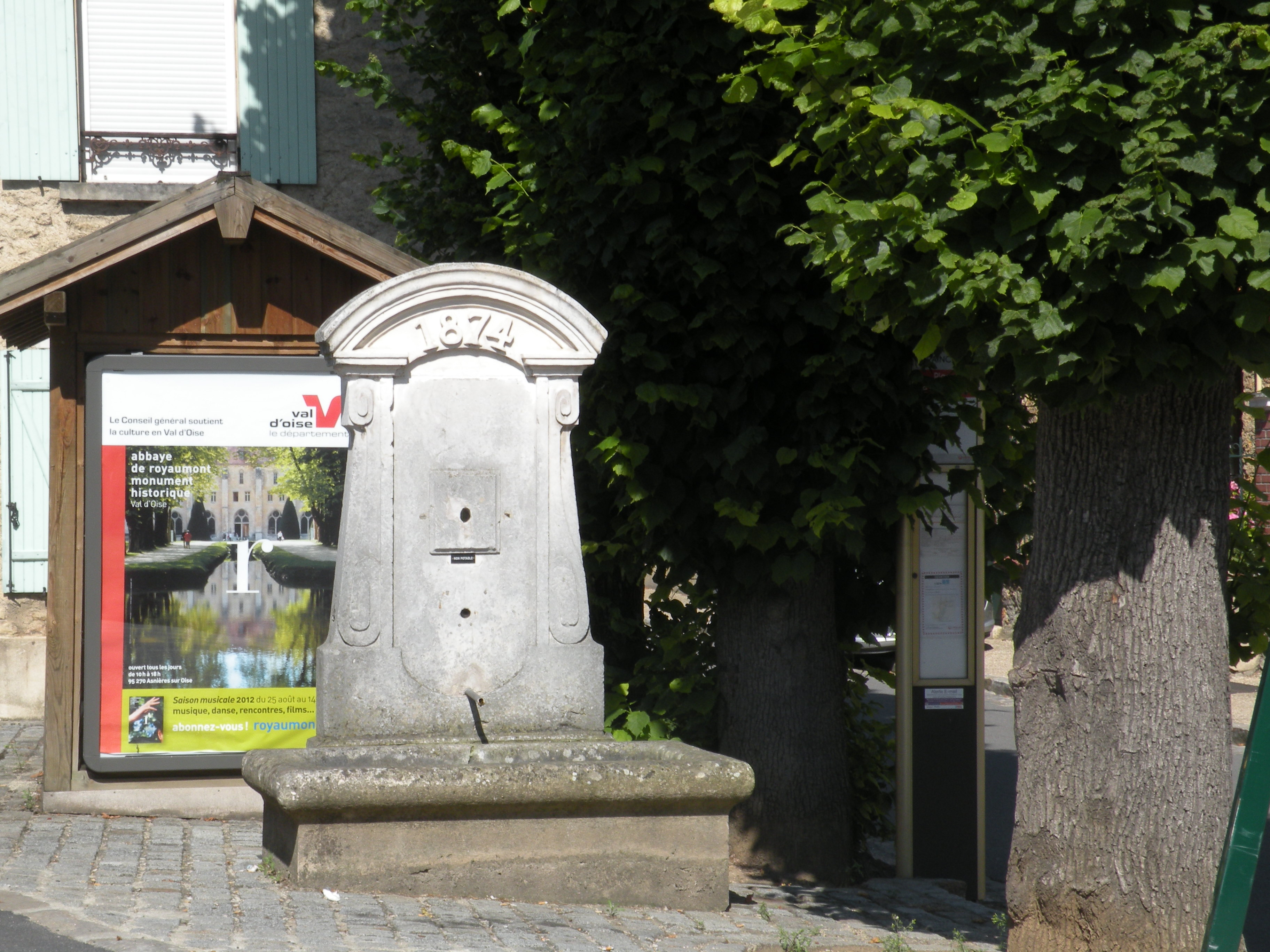
Fontaine publique de 1874.
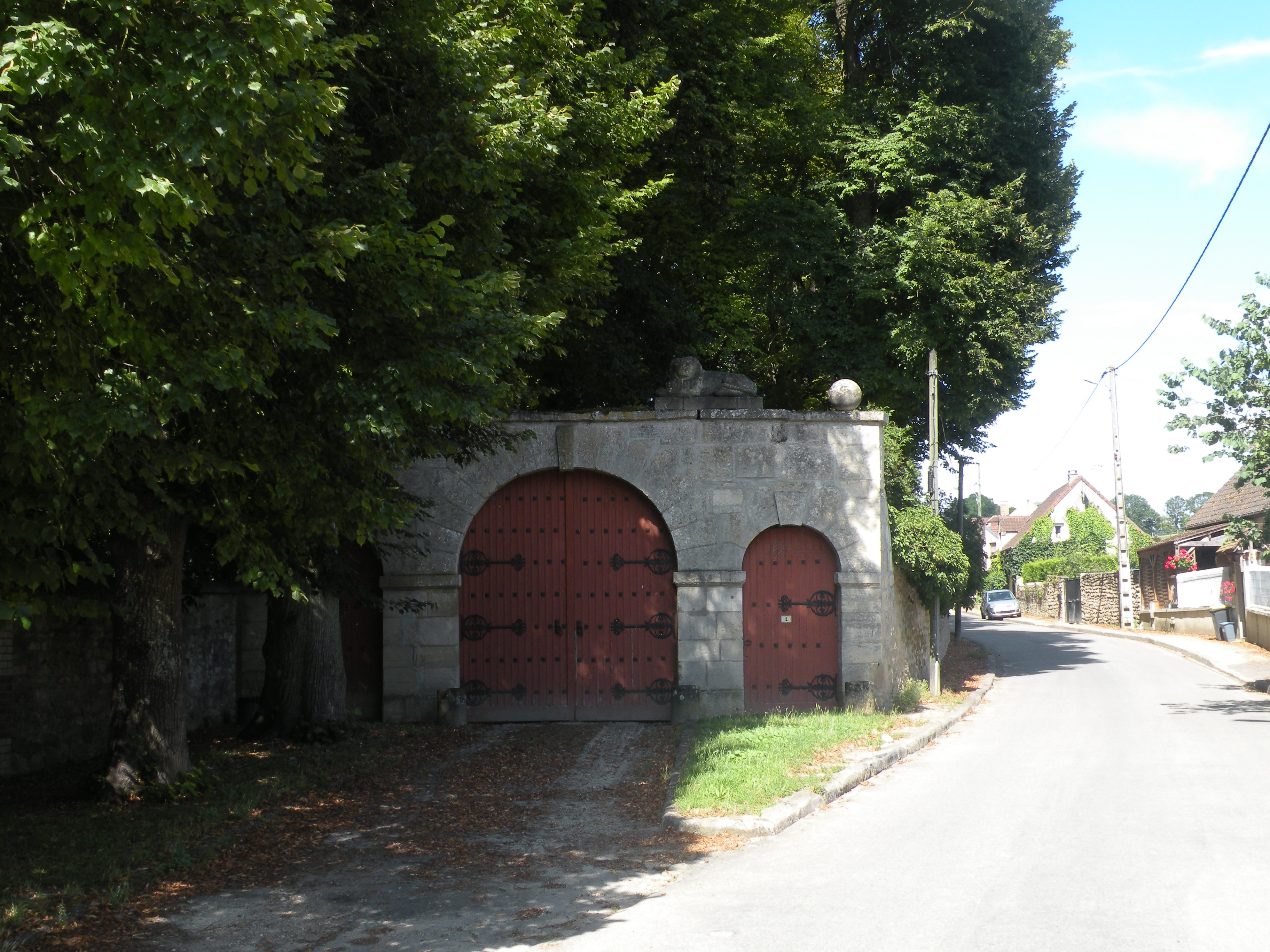
Portail du château de Rueil.
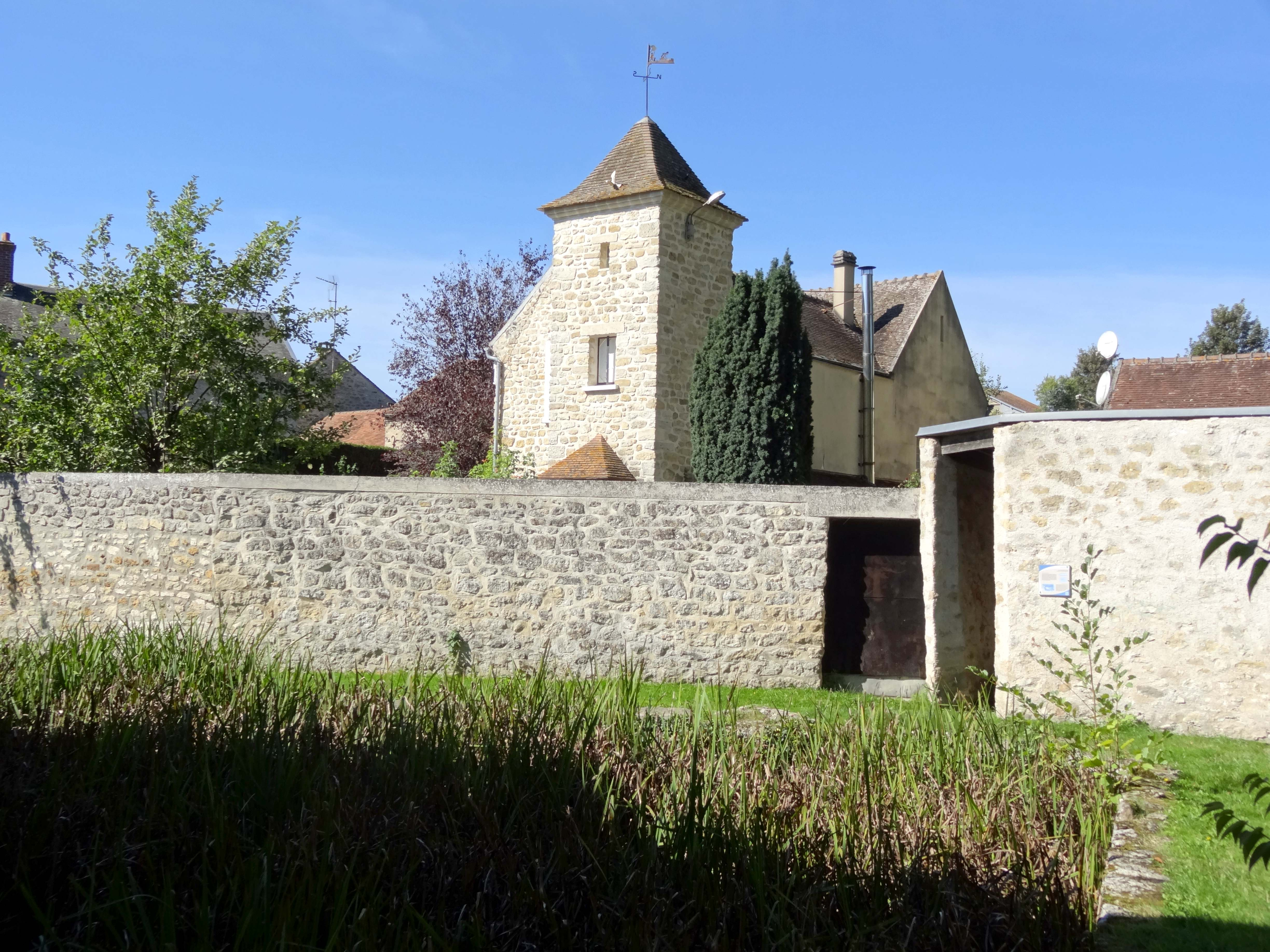
Lavoir et mare, rue Saint-Jean à Rueil
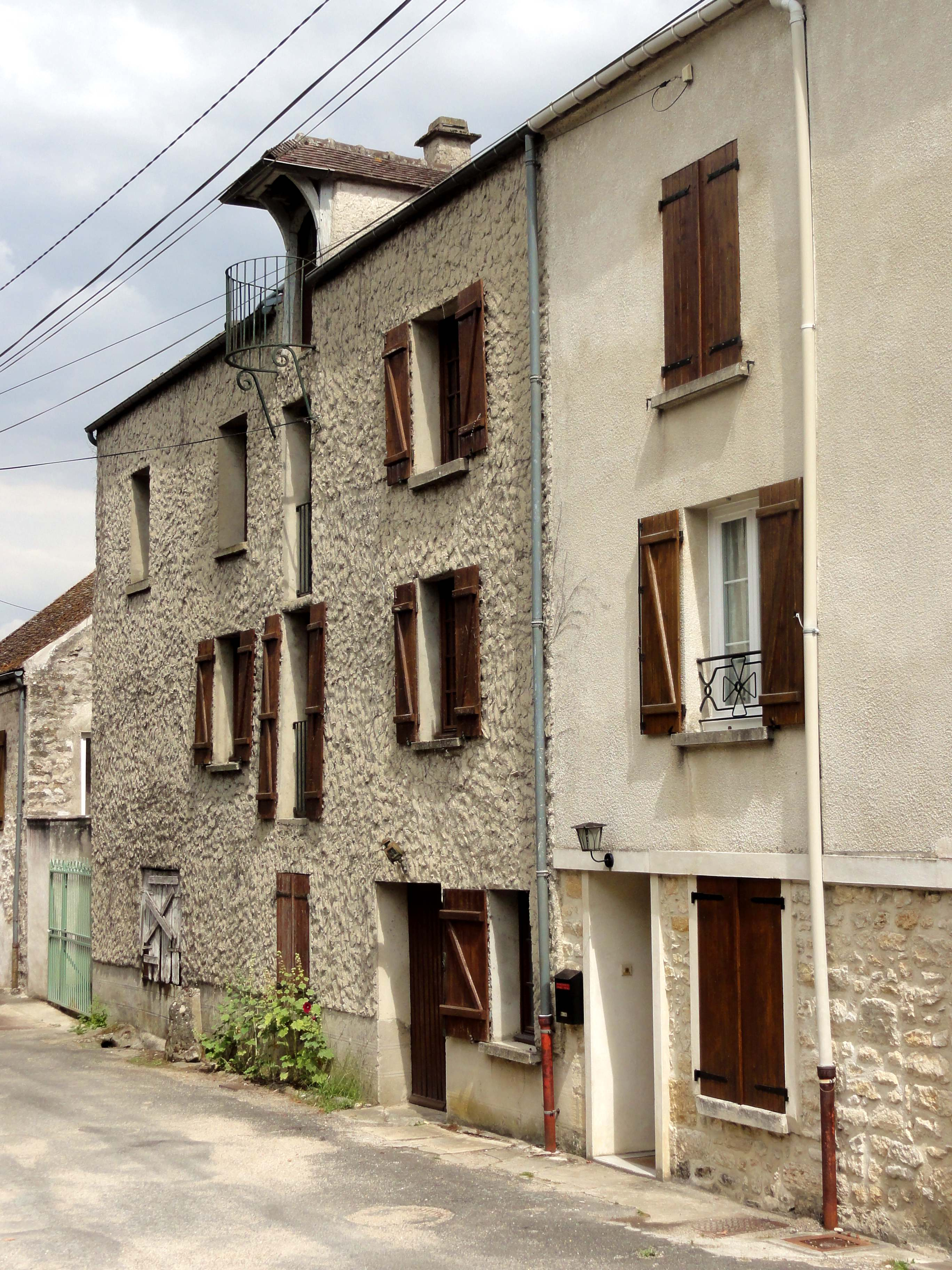
L'ancien moulin.

### Personnalités liées à la commune
- Pierre-Jean-Georges Cabanis (1757-1808), médecin, physiologiste et philosophe mort au hameau de Rueil ;
- Charles Maurice Donnay (1859-1945), auteur dramatique, résidait au prieuré de Gaillonnet ;
- Louis Friant (1758-1829), général d'Empire, résidait au prieuré de Gaillonnet, est mort à Seraincourt :
- Pola Negri (1897-1987), actrice polonaise du cinéma muet, se maria à Seraincourt et résidait au château de Rueil.
- Jeanne Sourza (1902-1969), actrice et animatrice radio

### Tournages de films
Seraincourt a accueilli plusieurs tournages de films, dont :
1966 : Le grand bidule
1975 : La situation est grave mais... pas désespérée !

### Héraldique
| Blason de Seraincourt (Val-d'Oise) | Blason  | D'azur au chevron d'or, accompagné de trois palmes d'argent, les deux du chef adossées, surmonté d'une anémone du même ou « D'azur au chevron d'or, surmonté d'une anémone d'argent tigée de même et accompagnée de trois palmes d'argent |
| Blason de Seraincourt (Val-d'Oise) | Détails | Les armoiries ont été cédées officiellement par monsieur Jean Choppin de Seraincourt le 17 juin 1976 |